# Stack (geomorfología)

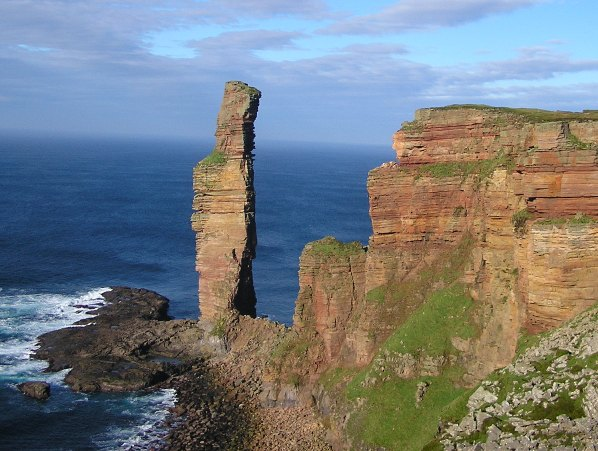
Old Man of Hoy, Escocia.

Un stack (original en inglés, que significa, 'pila' o 'apilamiento') es una formación geológica que consiste en una columna o columnas de roca, fuertes y con frecuencia verticales, que sobresalen en el mar o cerca de la costa, aisladas por la erosión. En español no existe un término que refleje exactamente este tipo de formación, empleándose indistintamente aguja, pináculo o farallón. Localmente, se utilizan varios términos para describirlos, como raukar (en Suecia) o kekur (en Rusia).

## Formación

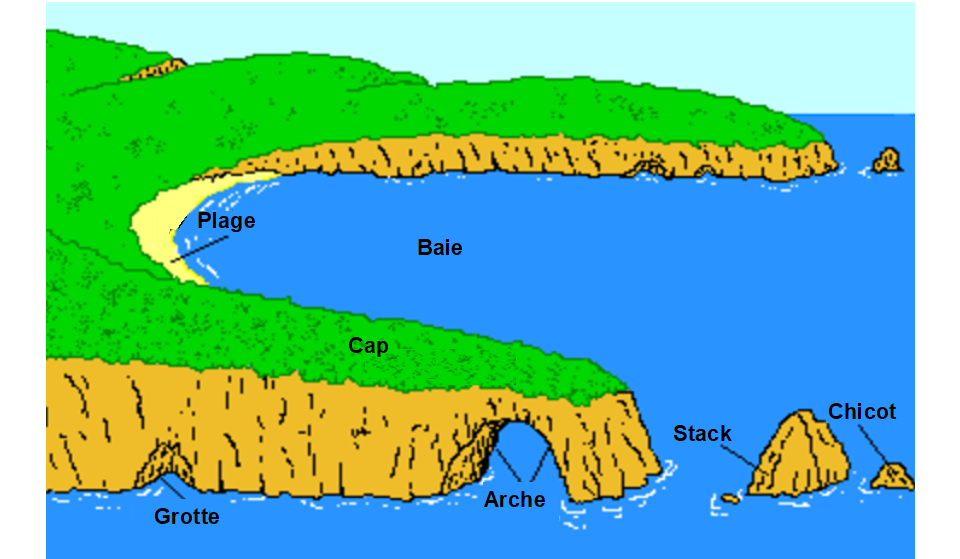
Diagrama que ilustra la erosión de los cabos: las grutas evolucionan en arcos y luego en apilamiento y en chicot.

Los stacks se forman por procesos de geomorfología costera completamente naturales: el transcurso del tiempo, el viento y el agua son los únicos factores que intervienen en la formación de un stack. Se forman cuando una parte de un promontorio es erosionado por la acción hidráulica, la fuerza del mar o del agua que choca contra la roca. La fuerza del agua debilita las grietas del promontorio, provocando su posterior colapso y formando un stack permanente e incluso una pequeña isla. Sin la presencia constante de agua, los t stacks también  se forman cuando colapsa un arco natural por gravedad, debido a los procesos subaéreos, como la erosión eólica. Los stacks pueden proporcionar importantes lugares de anidación a las aves marinas, y muchos son populares destinos de escalada. 
Los stacks se forman habitualmente en lechos horizontales de rocas sedimentarias o volcánicas, en particular en los acantilados de piedra caliza. Estos tipos de roca de resistencia media significan resistencia media a la erosión. Una capa más resistente puede formar una tapa de remate. Los acantilados con rocas débiles, tales como las arcillas, tienden a hundirse y erosionar demasiado rápido como para formar stacks, mientras que las rocas más duras, como el granito, erosionan de manera diferente . 
El proceso de formación, por lo general, comienza cuando el mar ataca pequeñas grietas en un promontorio y las abre. Las grietas se hacen luego gradualmente más grandes y se convierten en una pequeña cueva. Cuando la cueva progresa a través del promontorio , se forma un arco. Una mayor erosión hace que el arco colapse, dejando un pilar de roca dura en pie, a distancia de la costa, al que se llama stack. Finalmente, la erosión causara que el propio stack colapse, dejando un tocón. Esta cepa suele ser una isla pequeña rocosa, lo suficientemente pequeña para quedar sumergido en marea alta.

## Etimología
En francés, el término genérico para este tipo de forma de relieve costero es stack, que proviene del inglés, tomado prestado del nórdico antiguo stakkr, acusativo stakk. En la antigua Normandia existe el término estak, una forma derivada de la versión latinitzada stakus y que está relacionada con topónimos modernos como Étac o Étacq. Designaba una "roca marina de forma más o menos piramidal". Se perpetúa en la toponimia de las islas Cotentin donde hace referencia a las rocas marinas en las formas Tac, Étac, Étacq o Etat.
el profesor francés de estudios nórdicos Jean Renaud propone crear en la etimología de Étretat un compuesto basado en stakkr. Para él, el segundo elemento vendría del antiguo nòrdico stakkr "roca alta, al mar" bien documentado cerca de los asentamientos vikingos: stakk en las Shetland, y que se encuentra en la costa del Cotentin. Esta propuesta, que pretende vincular elementos topográficos con elementos lingüísticos, dista mucho de ser unánime entre los toponímicos. De hecho, las formas antiguas como Strutat y Strutart del 1040, así como la fonética, son difícilmente compatibles con esta explicación.
En idioma sueco, el término utilizado es rauk, plural raukar, y hace referencia específicamente a los pilares de piedra de las costas de las islas suecas de Gotland, Fårö, Lilla Karlsö y Öland.
En ruso, el término emprendido es kékour, кекур, que se emplea en los farallones situados a las costas rusas de los océanos Ártico y Pacífico así como en los pilares de roca situados en las conchas hidrográficas de los ríos Iana, Lena e Indigirka.

## Derecho internacional
El hecho de que una roca se considere roca o no puede tener importantes consecuencias económicas según el artículo 121 de la Convención de las Naciones Unidas sobre el Derecho del Mar, que establece que "las rocas que no puedan sustentar independientemente la habitación humana o la vida económica no tendrán una zona económica exclusiva o placa continental." Una de las disputas de larga data sobre el estatus de una roca  fue la de la Isla de las Serpientes. 
Sin embargo, la jurisprudencia de la Corte Internacional de Justicia a veces ignora las piedras, independientemente del estado del acuerdo, al decidir disputas territoriales. Esto ocurrió en 2009 en la solución de la disputa entre Rumania y Ucrania , y antes en la disputa entre Libia y Malta sobre el islote de Filfla. 

## Mitología
Los stacks, como características geológicas prominentes y a menudo dramáticas, han capturado la imaginación humana a lo largo de la historia, lo que ha llevado a su inclusión en varias mitologías y folklore. Entre las varias razones por las cuales los stacks son importantes en la mitología se cuentan:
Importancia sagrada o espiritual
En muchas culturas, monumentos naturales como los stacks se consideran sagrados o tienen un significado espiritual. Podrían ser vistos como moradas de dioses o espíritus, o como símbolos de poder o protección divina. En la mitología celta, por ejemplo, los stacks marinos a veces se asociaban con seres mitológicos o se consideraban portales entre mundos.
Leyendas e historias
Los stacks a menudo aparecen en leyendas locales y folklore, donde se vuelven parte integral de las tradiciones de narración de historias de las comunidades. Estas historias pueden explicar la formación de los stacks a través de eventos míticos o atribuir su existencia a seres sobrenaturales. Por ejemplo, el "Old Man of Hoy" en Escocia tiene leyendas que rodean su creación y su papel en el folklore local.
Hitos para la navegación y la cultura
Los stacks, al ser características prominentes y únicas a lo largo de las costas, han servido históricamente como importantes hitos para la navegación a marineros y viajeros. Esta importancia práctica a menudo se traduce en significado cultural, donde los stacks se convierten en símbolos de regreso al hogar, aventura o exploración en cuentos populares y canciones.
Simbolismo y metáfora
La naturaleza alta y aislada de los stacks puede servir como poderosos símbolos en la literatura y la poesía, representando soledad, resistencia o el paso del tiempo. A menudo se utilizan metafóricamente para transmitir temas de aislamiento, resistencia o la lucha contra fuerzas naturales.
Inspiración Artística
Los stacks han inspirado a artistas, escritores y poetas a lo largo de la historia. Aparecen en pinturas, literatura y música, donde su imponente presencia y belleza rugosa evocan respuestas emocionales e interpretaciones creativas.

## Ejemplos

### En Norteamérica
- The Big Flowerpot, Flowerpot Island, Lago Hurón, Canadá.
- Three Sisters, Eatonville, Nueva Escocia, Canadá.
- Hopewell Rocks, Hopewell Cape Nuevo Brunswick, Canadá.
- Rocher Percé, Percé Quebec, Canadá.
- Goat Rock (roca de la cabra), California, Estados Unidos de América.
- Sugar Loaf, (el pan de azúcar) isla Mackinac, Míchigan, Estados Unidos de América.
- Haystack Rock, (la pila de paja) Cannon Beach, Oregón, Estados Unidos de América.

Norteamérica
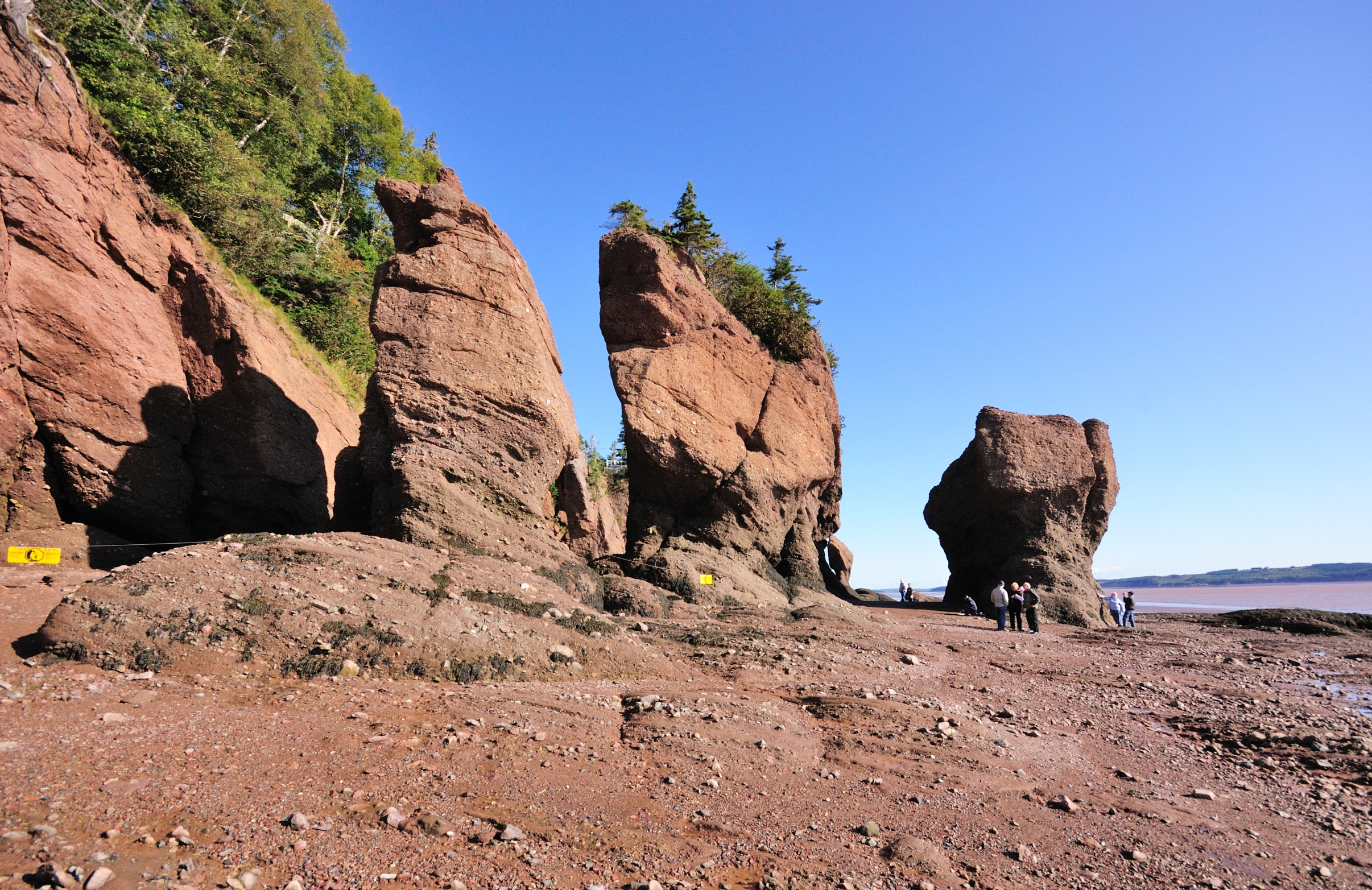
Los roquedos de Hopewell
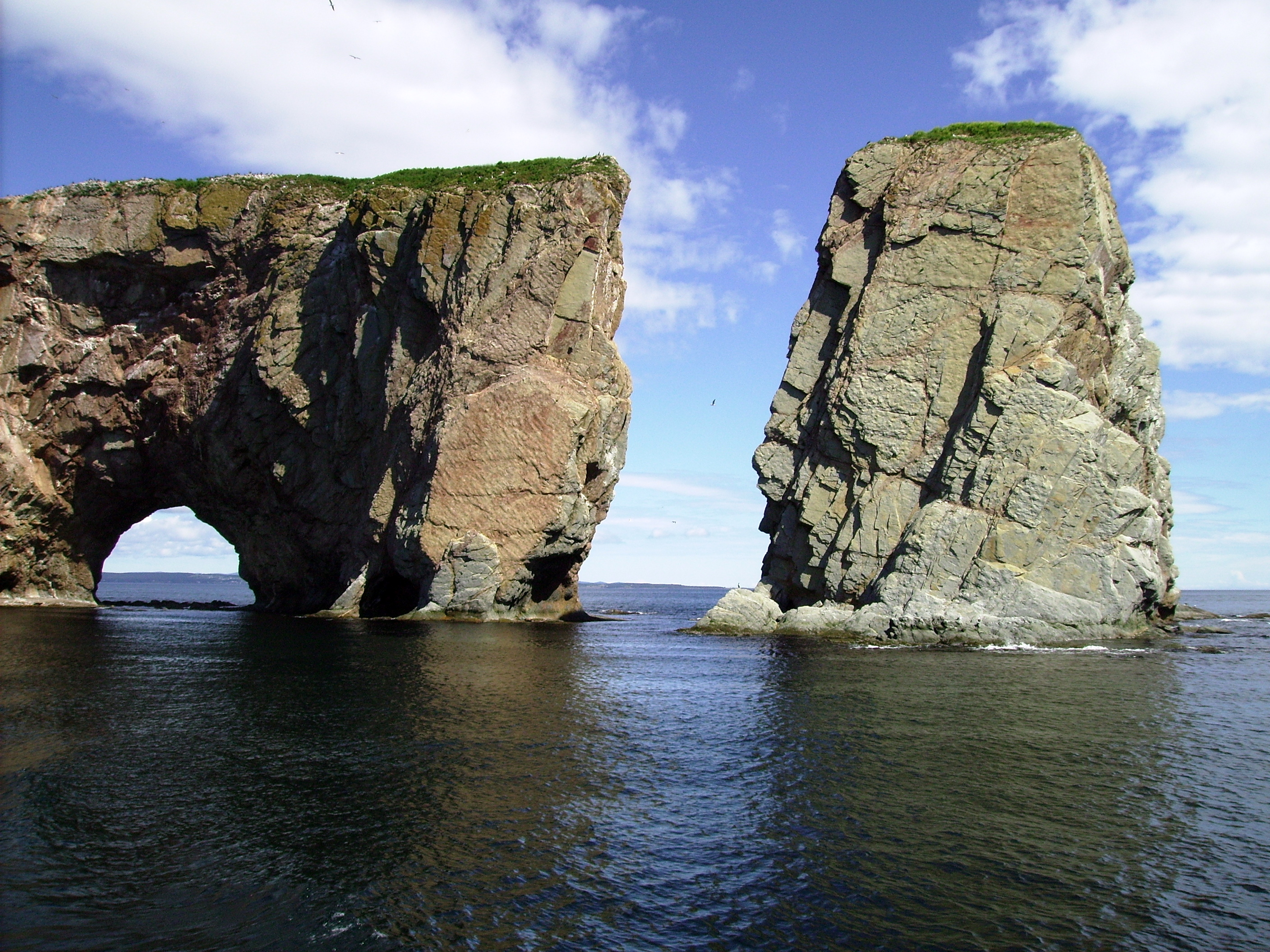
Rocher Percé
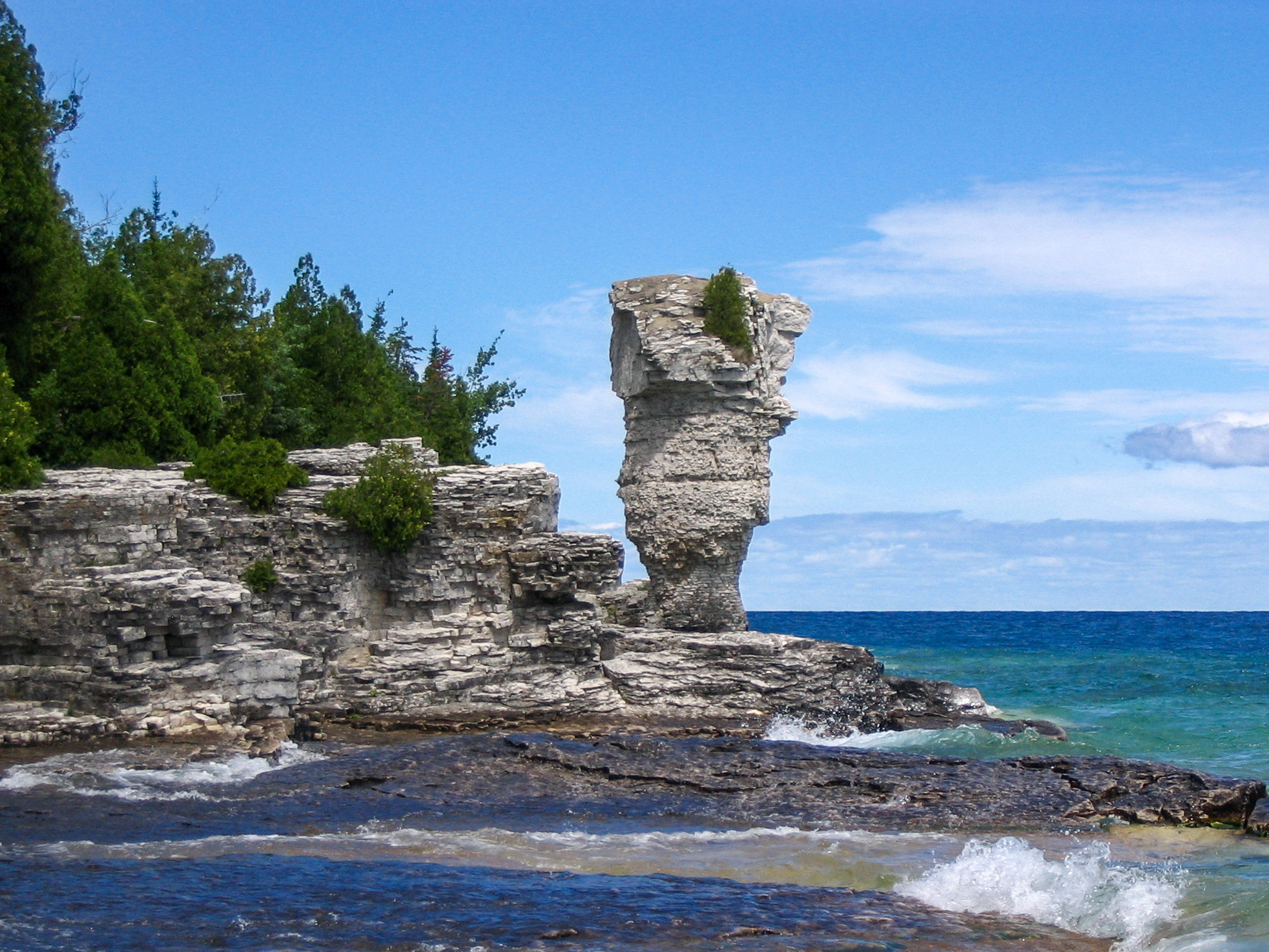
Big Flowerpot, Flowerpot Island Ontario, Canadá
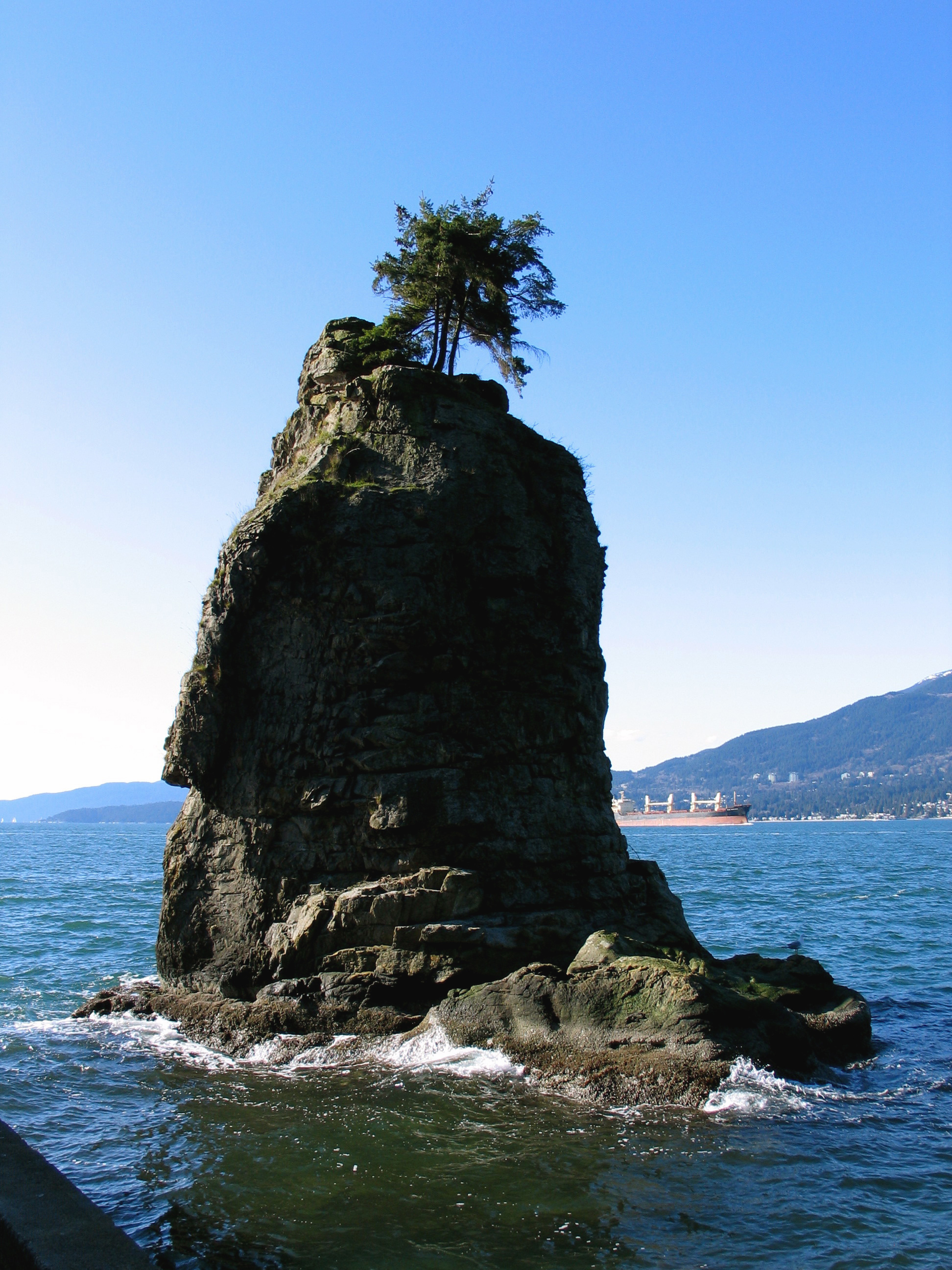
La Siwash Rock, en Canadá

### En  Europa
- Étretat, Seine-Maritime, Francia.
- Les Jumeaux, Hendaya, Francia.
- Tri Brata y Sail Rock, Rusia.

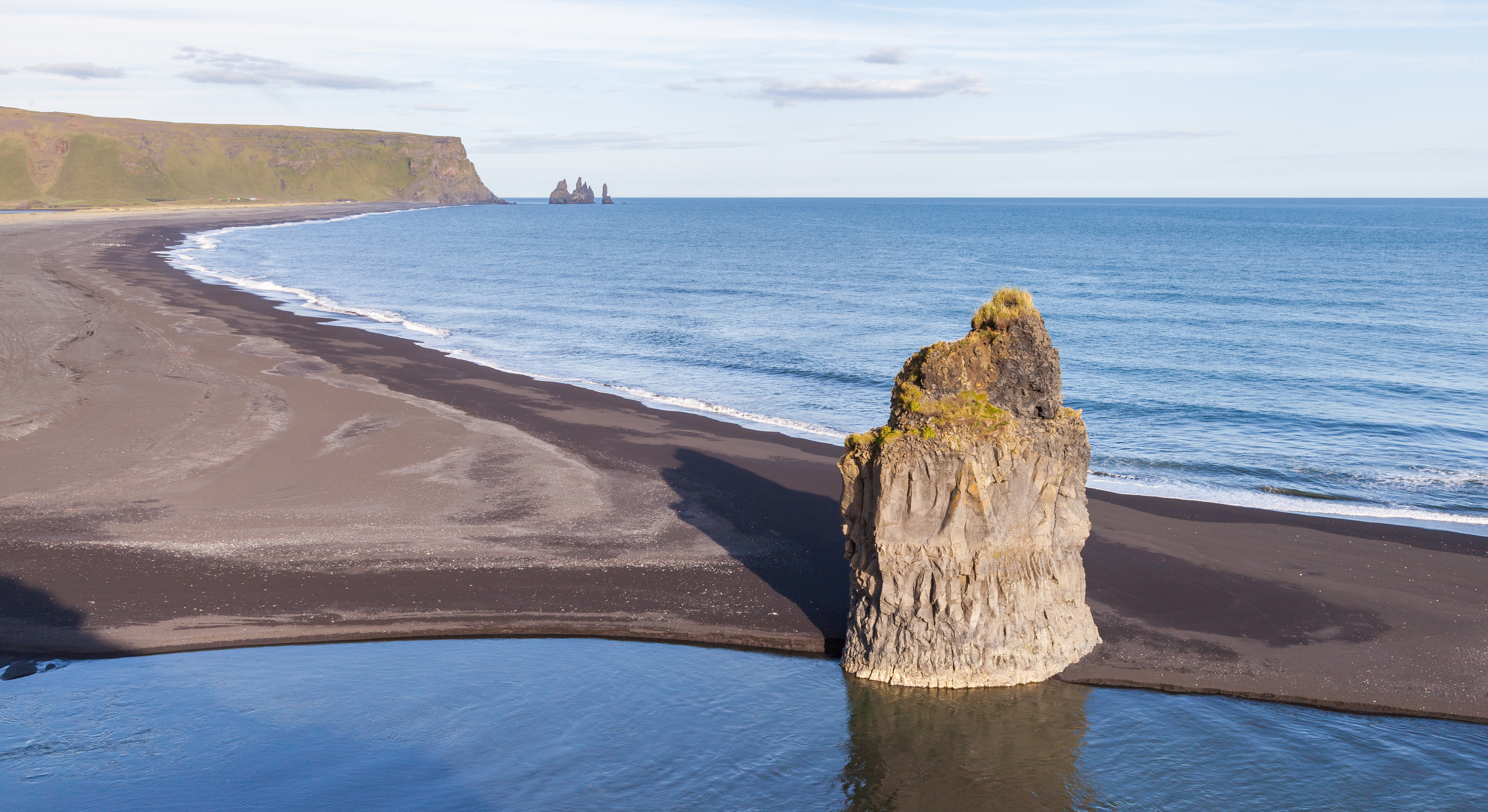
Farallón de basalto en una playa de lava negra bajo la montaña Reynisfjall cerca de la localidad de Vík í Mýrdal, región de Suðurland, Islandia. Los tres farallones de basalto al fondo son los famosos Reynisdrangar.

- Lange Anna en Heligoland, Alemania.
- Rockall, mar del Norte (disputada entre el reino Unido, Irlanda, Islandia y Dinamarca).

Europa
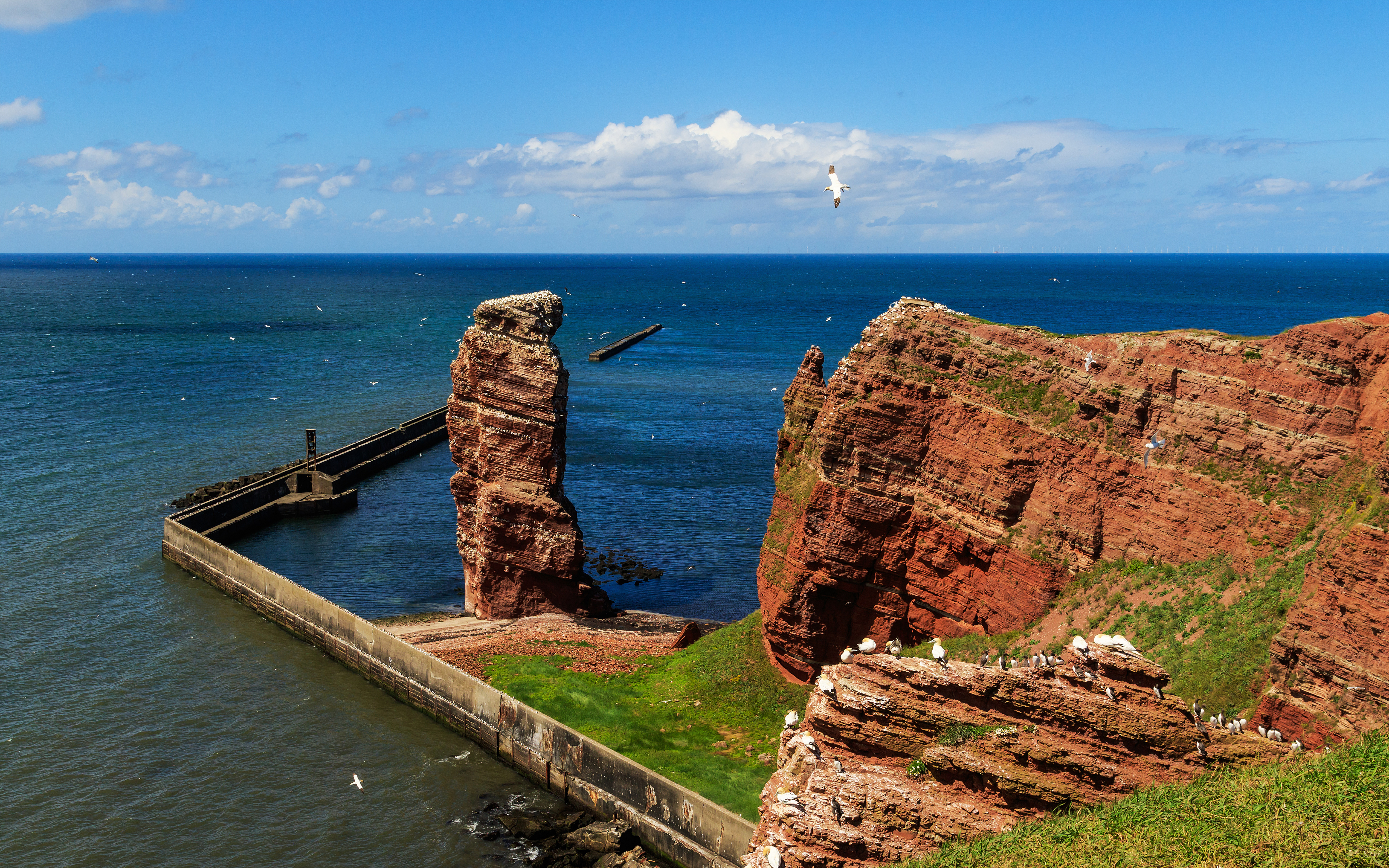
El Lange Anna, en el archipiélago de Heligoland (Alemania)
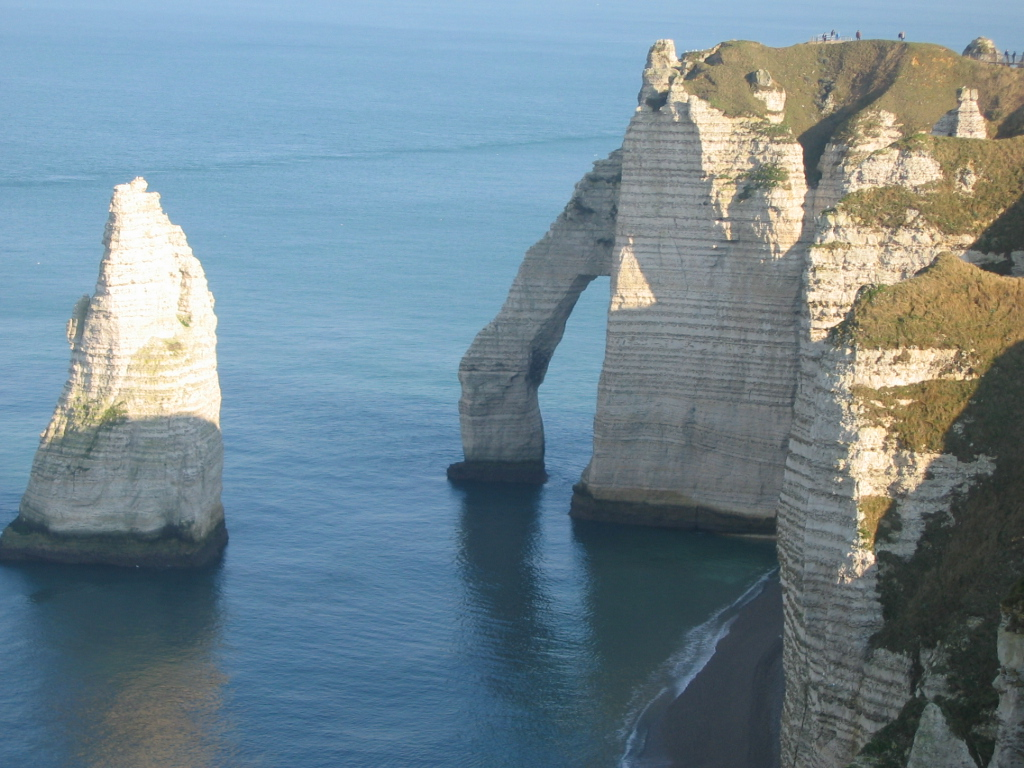
El famoso acantilado con la aguja y la puerta de entrada en Étretat en Francia
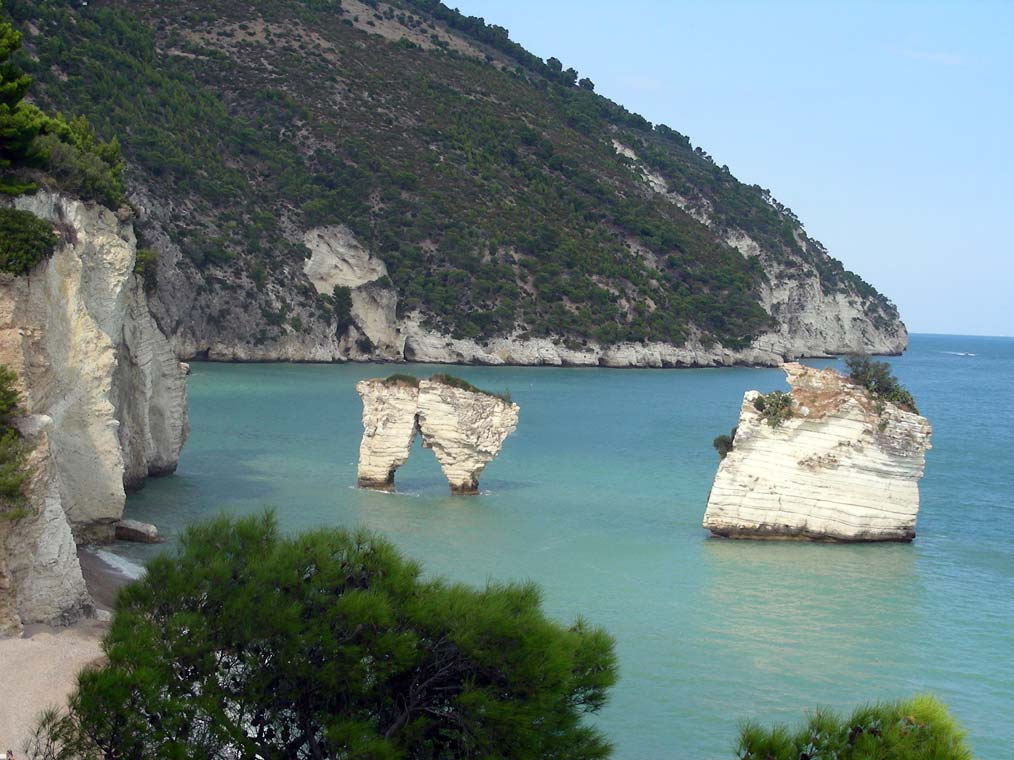
Bahía de los farallones en Gargano en Italia
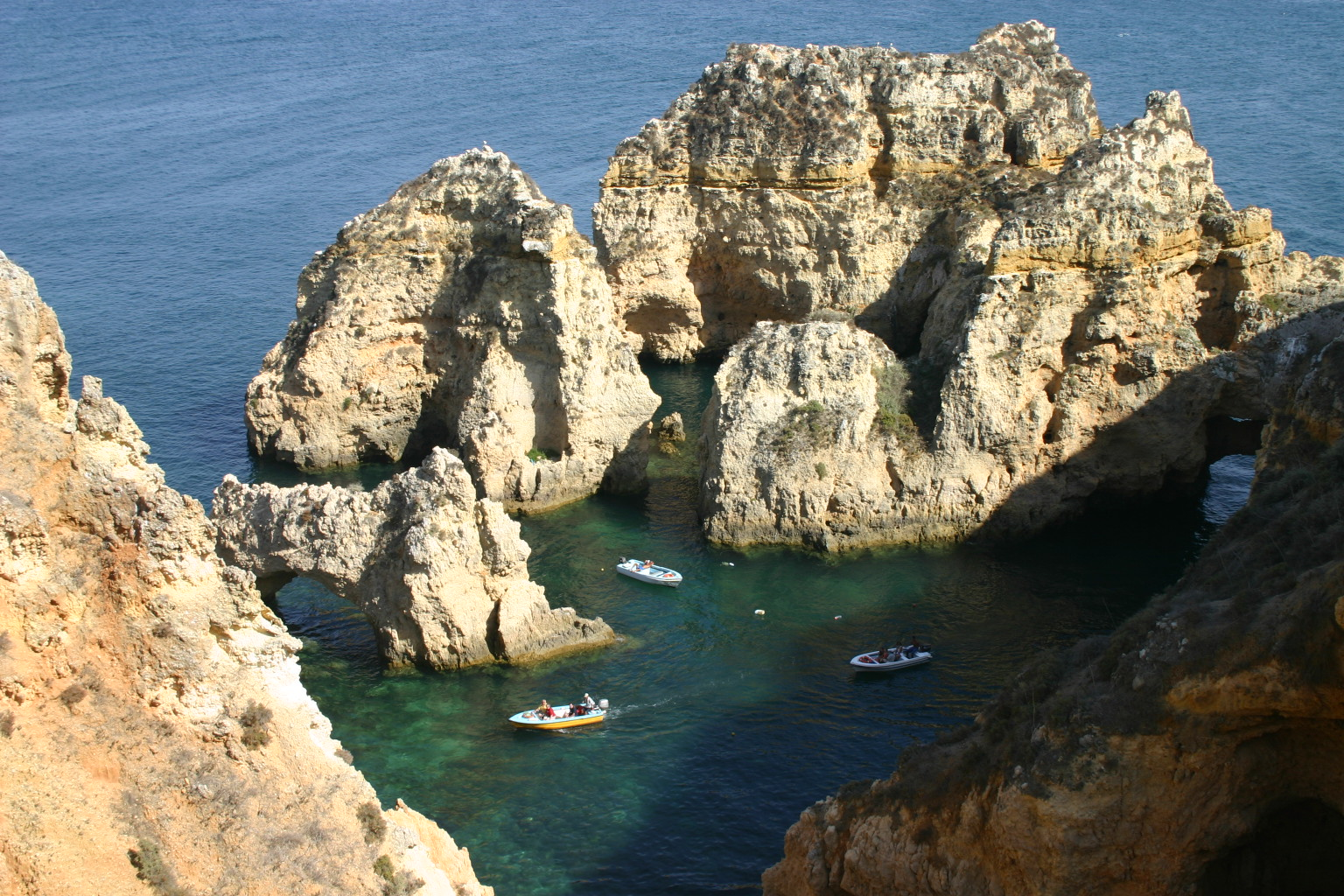
La Ponta da Piedade cerca de Lagos (Portugal)
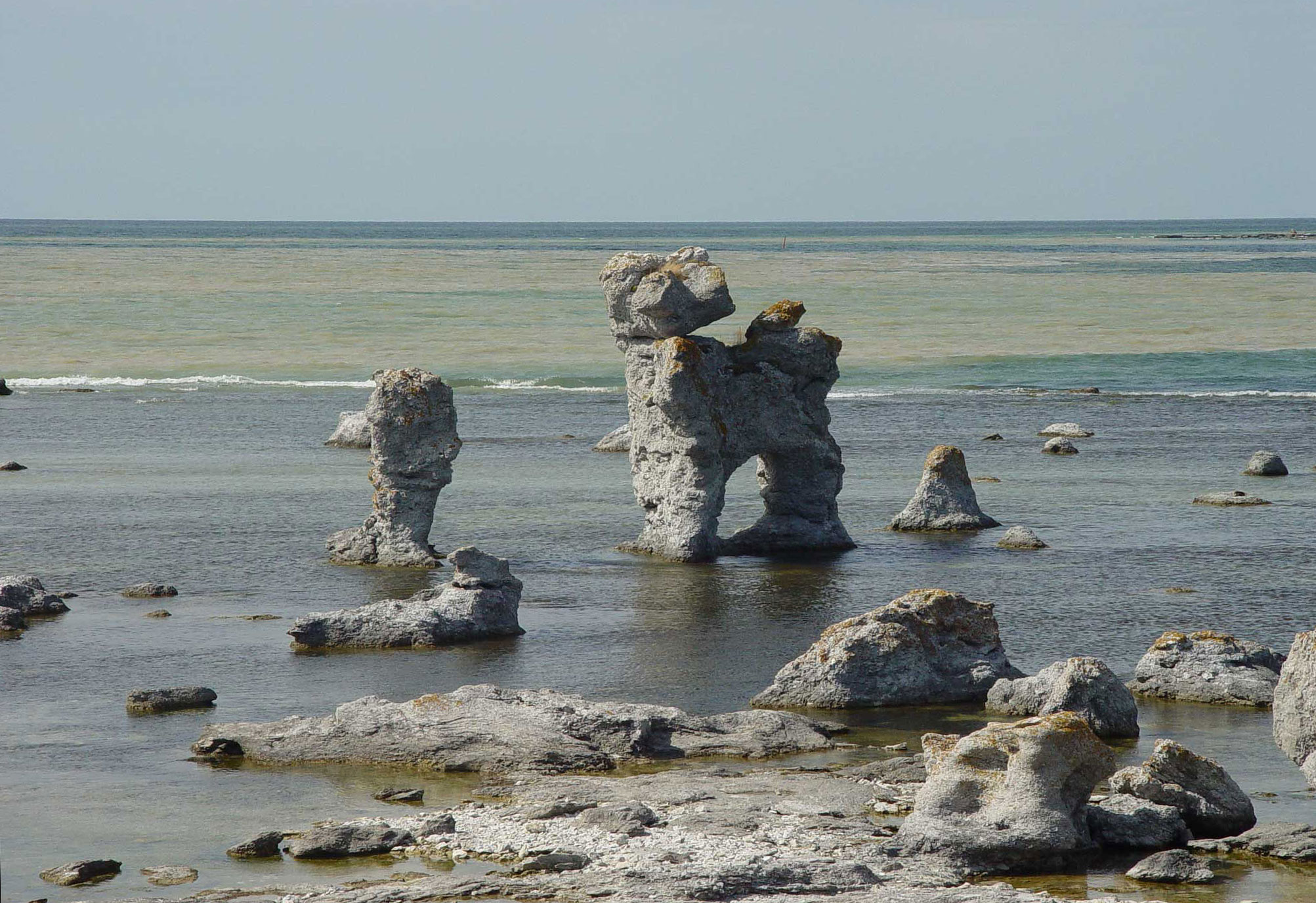
Raukar en Gotland (Suecia)

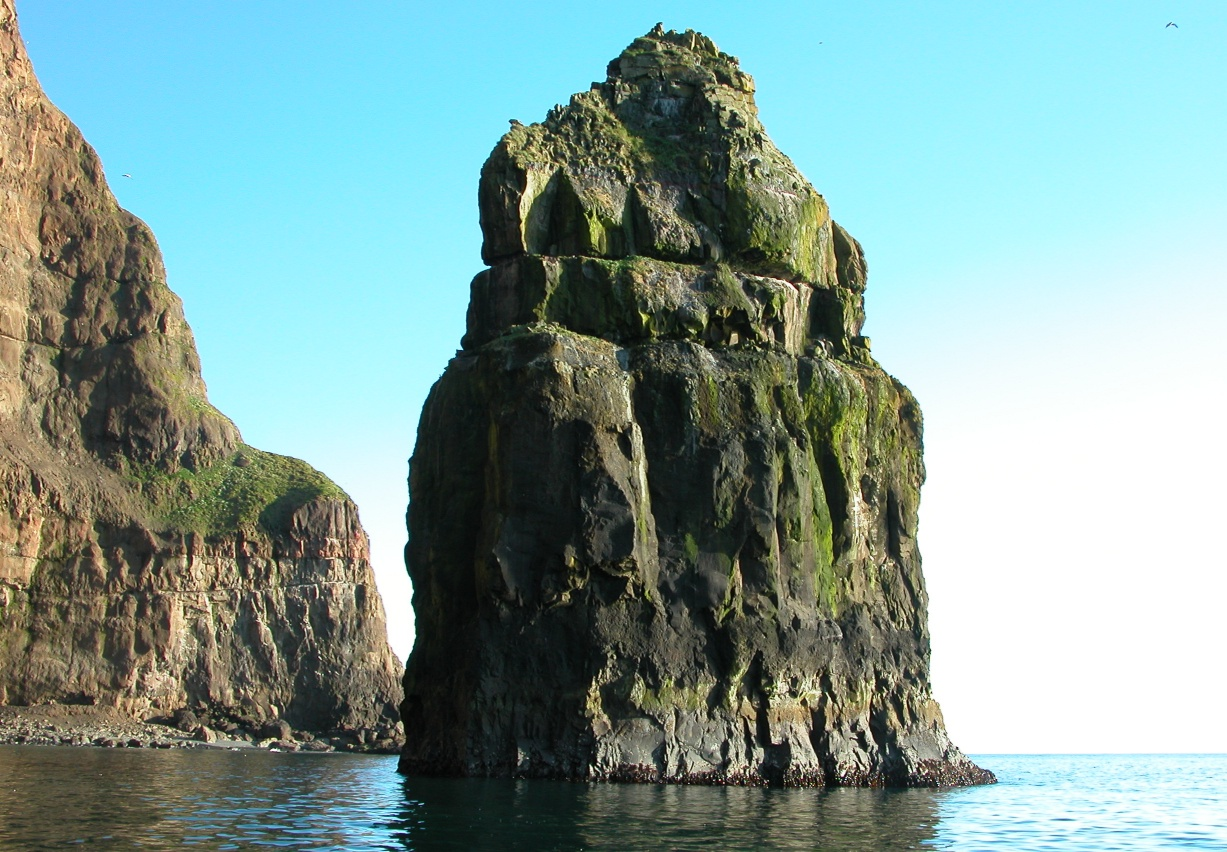
Un stack en la costa oeste de Suðuroy, islas Feroe
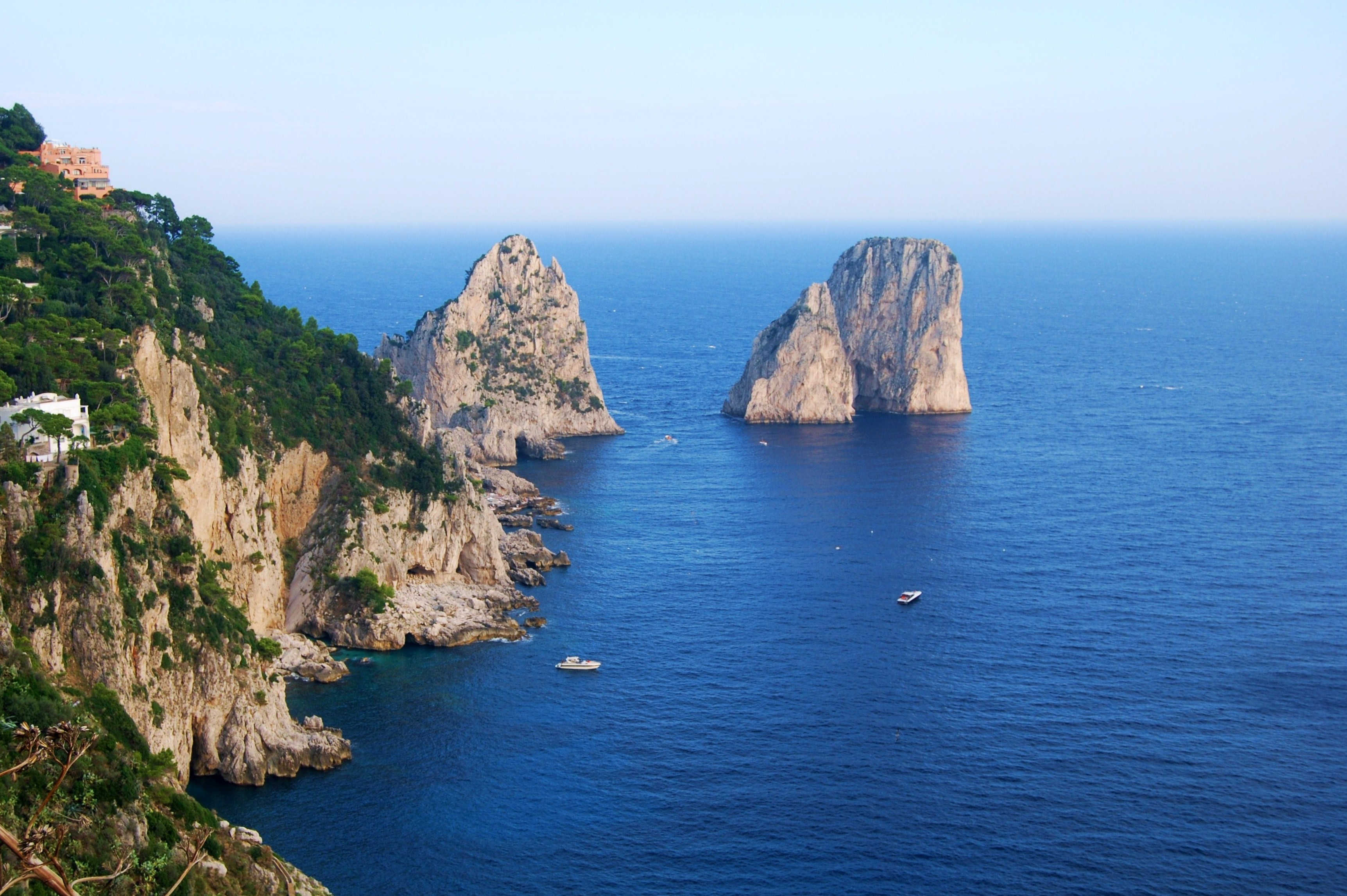
Los farallones de Capri
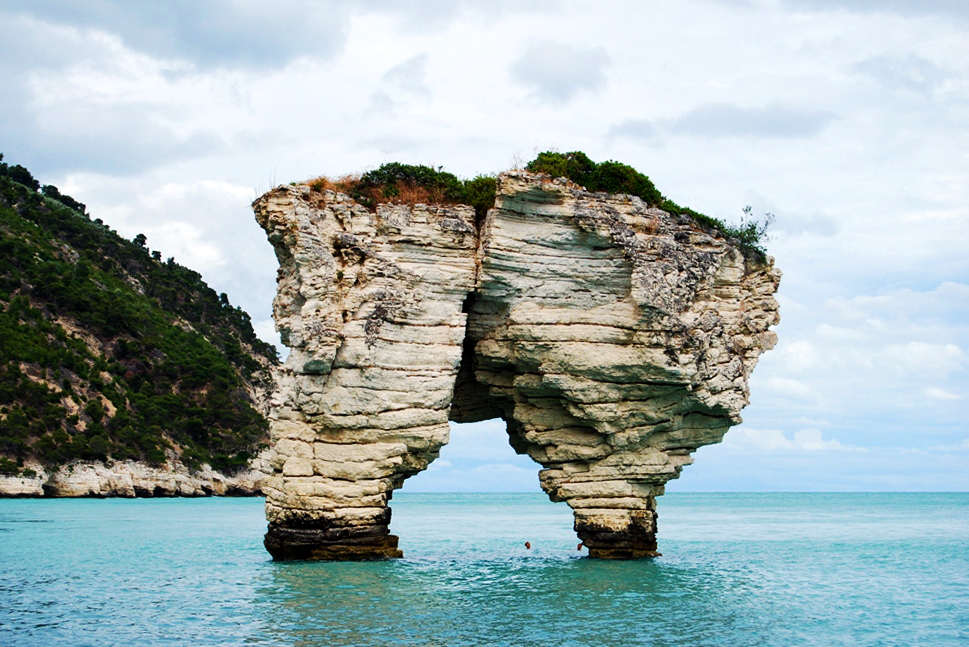
Farallones de la bahía dei Mergoli en Mattinata

#### En el Reino Unido

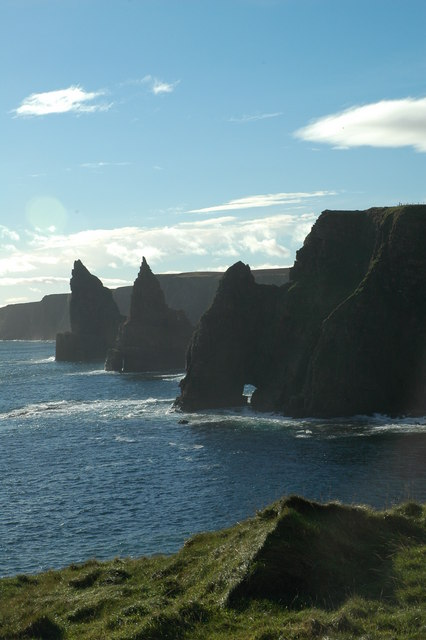
Stacks de Duncansby

- Old Harry Rocks, Dorset, Inglaterra.
- The Needles, isla de Wight, Inglaterra.
- Am Buachaille, Sutherland, Escocia.
- Old Man of Hoy, Orkney, Escocia.
- Stac an Armin, San Kilda, Escocia.
- Stac Dhomnuill Chaim, Isla de Lewis, Escocia.

Reino Unido
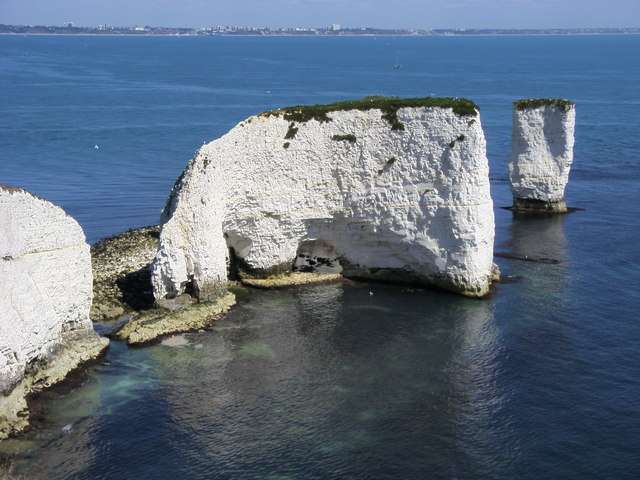
Old Harry Rocks, Dorset
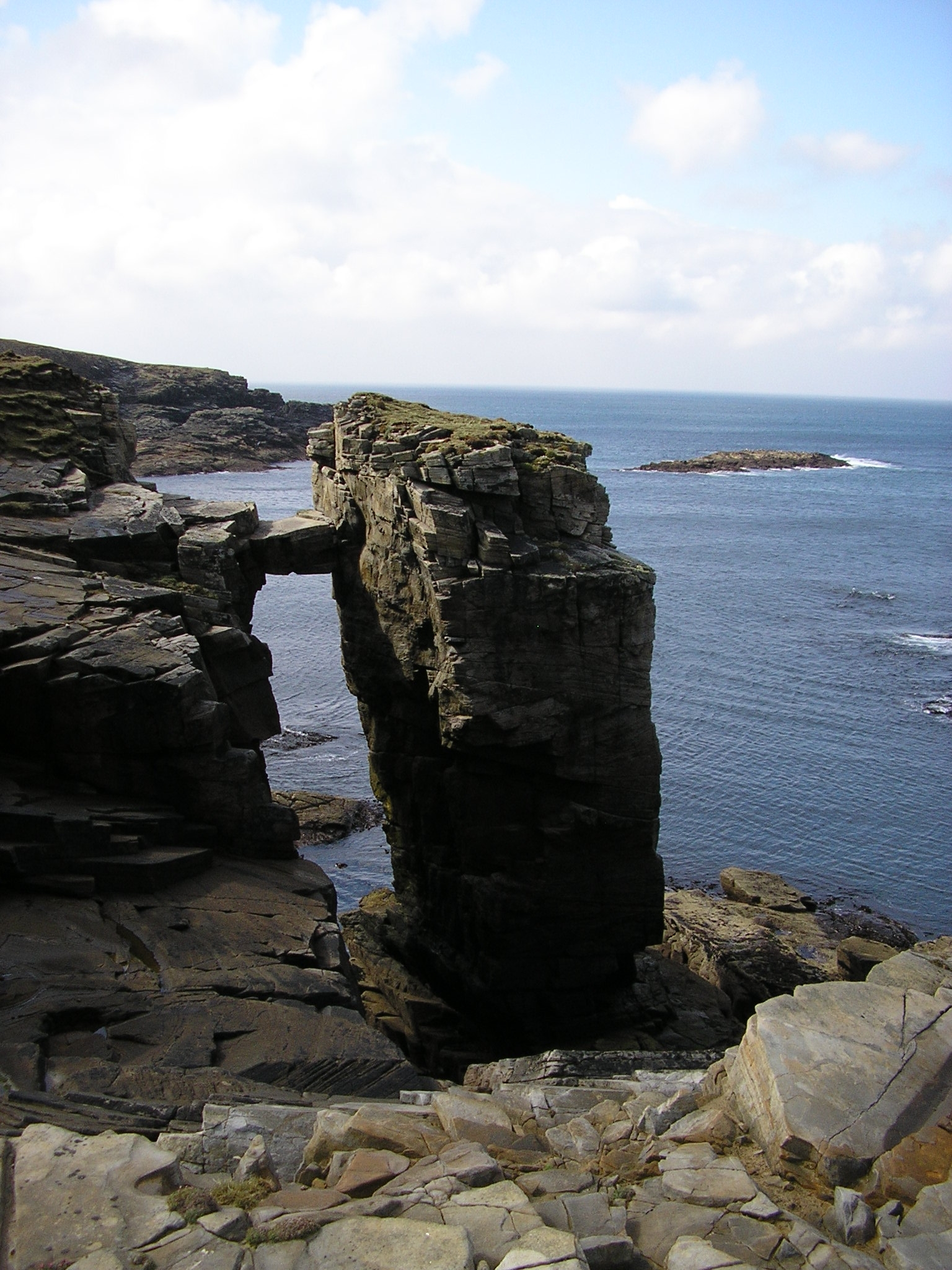
Ejemplo de stack en  formación, Yesnaby, Mainland Orkney
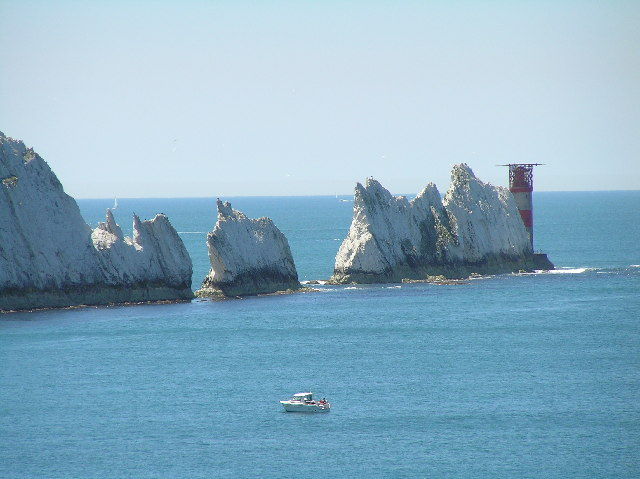
The Needles, isla de Wight
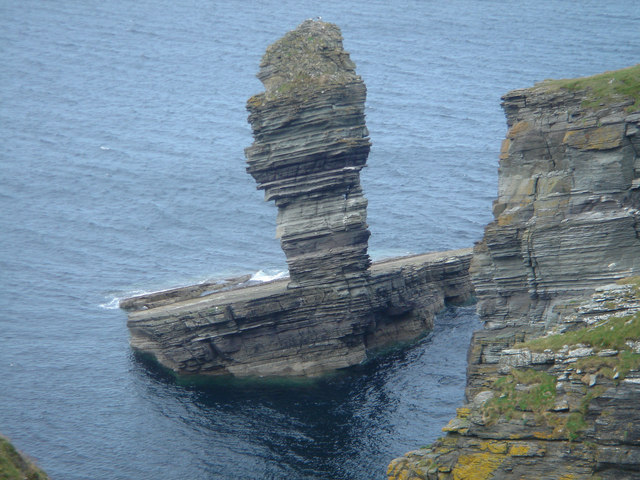
Lady Bighouse

### En el resto del mundo
- Pirámide de Ball, Australia, la más alta del mundo
- Los Doce Apóstoles en la Great Ocean Road, Victoria, Australia.
- El Totem Pole (el tótem) y el Candlestick (candelabro), en la península de Tasman en Tasmania, están constituidos por  dolerita.
- Po Pin Chau, High Island, Hong Kong, China.
- Ko Tapu, Bahía de Phang Nga, Tailandia.

Resto del mundo
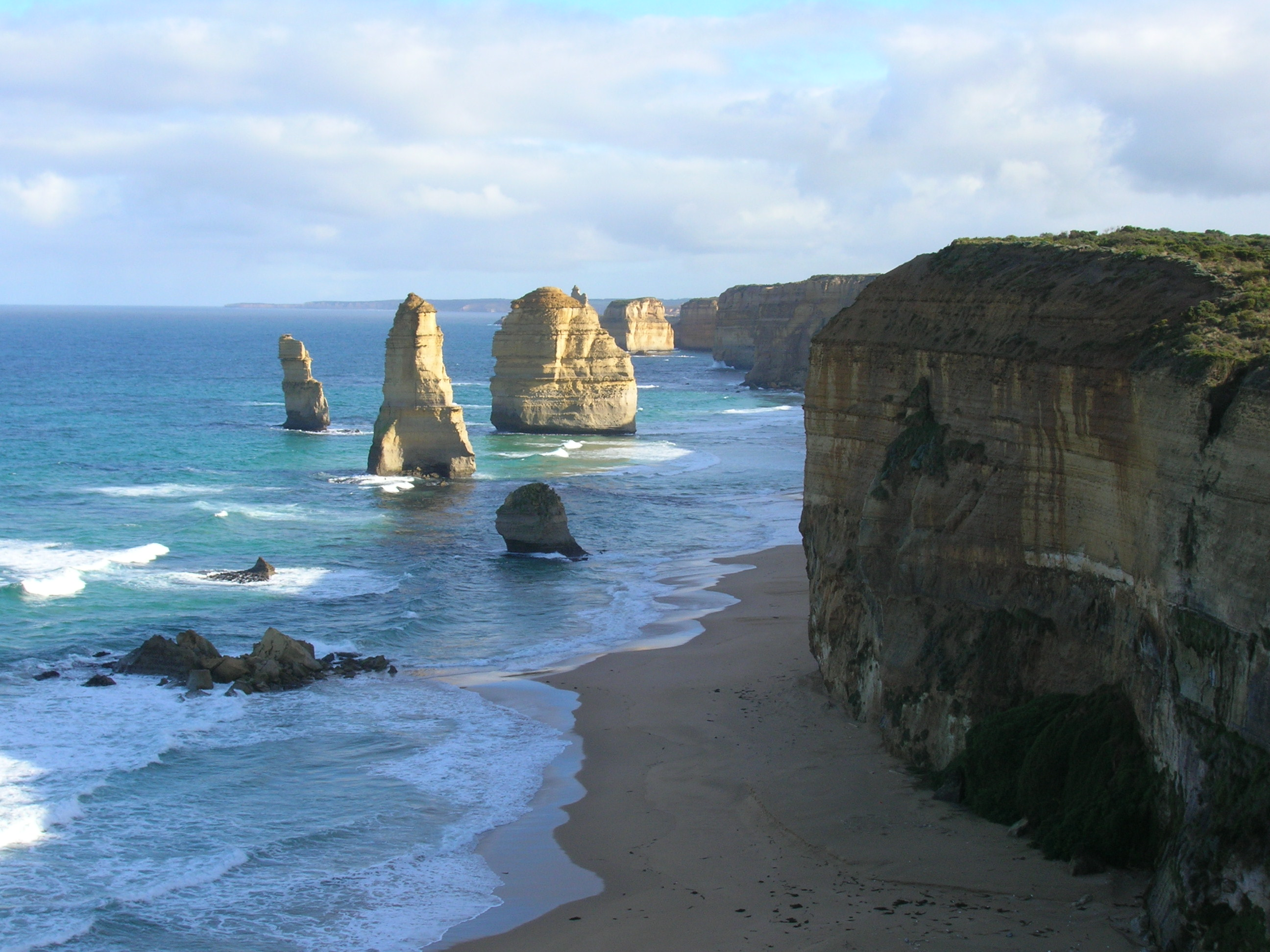
Los Doce Apóstoles  en la costa del estado de Victoria
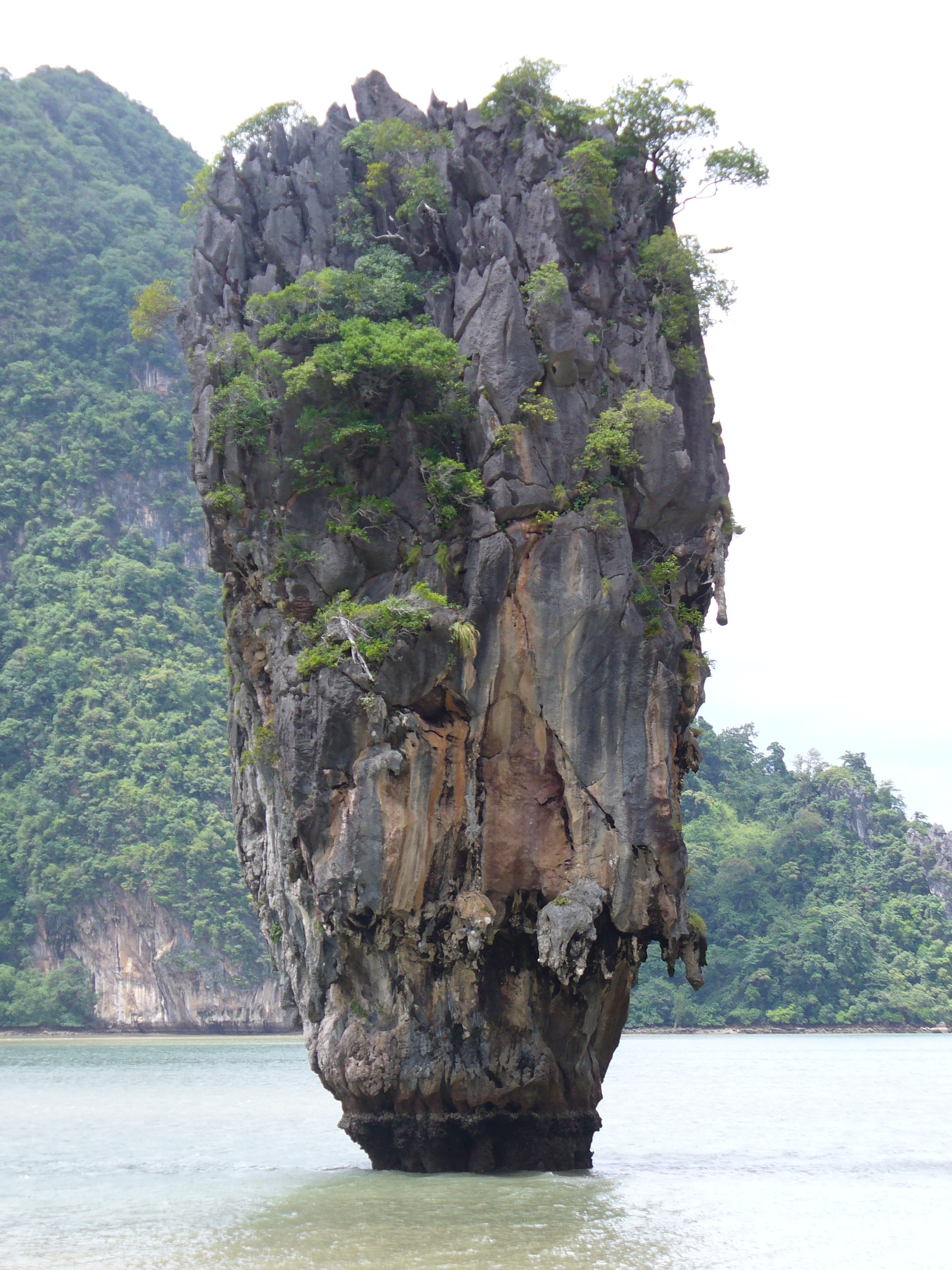
Ko Tapu (apodada la «isla de James Bond» por aparecer en la película The Man with the Golden Gun) en la bahía de Phang Nga en Tailandia
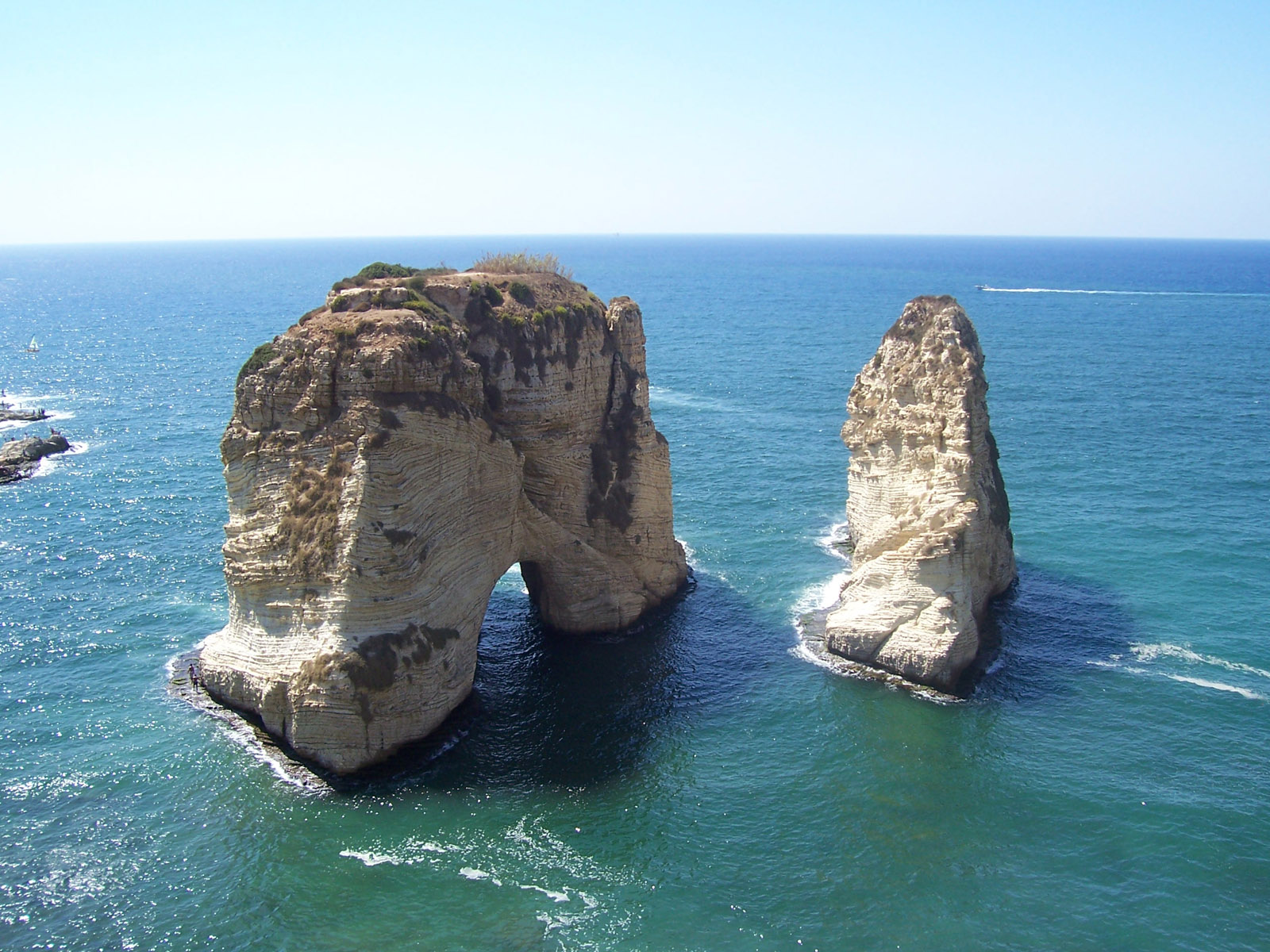
Grotte aux pigeons Libanon

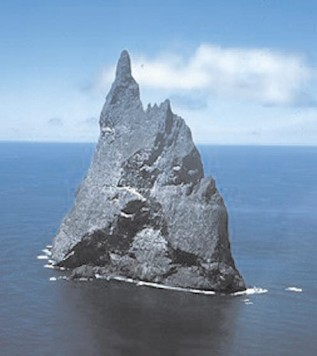
La Pirámide de Ball, en Australia, es el farallón más alto del mundo.